# Mikroregion Barbacena

Mikroregion Barbacena

Mikroregion Barbacena – mikroregion w brazylijskim stanie Minas Gerais należący do mezoregionu Campo das Vertentes.

## Gminy
- Alfredo Vasconcelos
- Antônio Carlos
- Barbacena
- Barroso
- Capela Nova
- Caranaíba
- Carandaí
- Desterro do Melo
- Ibertioga
- Ressaquinha
- Santa Bárbara do Tugúrio
- Senhora dos Remédios